# 京都大学大学院アジア・アフリカ地域研究研究科
アジア・アフリカ地域研究研究科（アジア・アフリカちいきけんきゅうけんきゅうか、英語名称:Graduate School of Asian and African Area Studies）は、京都大学の独立研究科の一つである。略称はASAFASまたはアジア・アフリカ研。アジア・アフリカにおける地域研究に特化した日本唯一の大学院であり、文理融合の地域研究、5年一貫制の教育、複数教員による指導体制、フィールドワークを重視した研究などの特徴をもつ。

## 概要
自由と自主性を重んじる京都大学の学風の下、アジア・アフリカを対象とする地域研究を通じて先導的な地域研究者および地域実務者を育成することにより、地球、地域、人間の共生に向けて寄与することを研究科の教育理念としている。
21世紀の現在、情報・経済のグローバリゼーションの中で、環境問題や南北問題など、人類が総力を挙げて解決に当たらなければならない問題が多く現れる一方で、冷戦構造の崩壊により、世界各地での新たな民族主義、地域主義が台頭しつつある。東西のそれらでは局地的な民族紛争が近代化と伝統文化との矛盾の激化として現れているにもかかわらず、世界はいまだ地域と世界の共存のパラダイムを見いだせていない。こういった諸問題は第三世界、なかでもアジア・アフリカ地域に顕著である。これらの地域は、低緯度熱帯地域で自生的な地域形成を遂げてきた歴史を持つが、日本や欧米諸国の風土とは異なり、低緯度熱帯地域を対象とする「地域の固有性（地域性）」への深い理解の有無にかかっている。国際協力の流れは、従来のインフラストラクチャーの整備を中心とする技術・経済開発主体のハードな国際協力から地域の実情とニーズに沿った持続可能な経済発展や社会厚生を推進しうる人材の供給という、ソフトな協力へと重点が移りつつあり、地域の生態、社会、文化に根ざした地域の実態把握を行い、既存の学問分野の枠組を超えた学際的・総合的な地域研究の推進が必要である。本研究科は、従来の書斎科学や実験科学とは異なった、フィールドワークを基礎とする教育研究であり、国際的な視野で地域の総合的理解を可能とするアジア・アフリカ地域の専門家を創出・養成する場としている。
このように、アジア・アフリカ地域の自立と共存を可能にする新たな世界秩序の構築に向けて、社会的、学術的に貢献し要請に応えるために、本研究科では5年一貫制の博士課程の下で、長期にわたるフィールドワークを根幹の方法とし、アジア・アフリカ地域の生態・社会・文化の相互関係を総合的に把握しうる地域研究・教育を推進している。同時に、国際協力などの仕事に実務的に対応できる人材の養成をも射程に入れており、必要に応じて修士学位授与の制度を併用している。

## 沿革
1993年4月、京都大学大学院人間・環境学研究科（1991年4月創設）文化・地域環境学専攻に東南アジア地域研究講座およびアフリカ地域研究講座が設置され、1994年2月の京都大学将来構想検討委員会でのアジア・アフリカ地域研究研究科構想専門委員会の設置を経て1998年4月、設置・発足。当初から博士課程5年一貫制であり、同時に京都大学東南アジア研究センター（東南アジア研究所）との共同研究が開始され、文部省特別推進研究中核的研究拠点 (COE) 形成プログラム (1998-2002)、21世紀COEプログラム (2002)、グローバルCOEプログラム (2008) などに指定されている。

## 教育と研究

### 組織
- 東南アジア地域研究専攻
  - 生態環境論講座
  - 地域変動論講座
  - 総合地域論講座
- アフリカ地域研究専攻
  - 生業生態論講座
  - 社会共生論講座
  - アフリカ潜在力講座
- グローバル地域研究専攻
  - 平和共生・生存基盤論講座
  - イスラーム世界論講座
  - 南アジア・インド洋世界論講座

附属センター・室等
- 次世代型アジア・アフリカ教育研究センター
- イスラーム地域研究センター
- 南アジア研究センター
- ハダーリー・イスラーム文明研究センター
- ケナン・リファーイー・スーフィズム研究センター
- 臨地教育・国際連携支援室
- キャリア・ディベロップメント室

#### 東南アジア地域研究専攻
東南アジア地域に関する深い理解と国際的・学際的視野をもつ先導的な地域研究者および実務者の養成を目指している。
東南アジアとアフリカは共に、(1)強靱な熱帯生態の下で自生的な歴史を展開してきたという共通性をもっており、とくに東南アジアでは、(2)国家を単位とする経済発展や社会変容が加速され、他方で国家を越えた地域統合が進展しつつある。また、(3)急激な経済発展と連動しながら、生態・社会・文化が相関して新たな状況を生み出すという、多相的な展開を遂げつつある。このような東南アジア地域の固有性を踏まえ、3つの研究指導分野を置く。
- 生態環境論

東南アジアの基盤をなす自然と人間活動との相互作用により形成される生態環境の特質を明らかにするため、自然生態と社会生態に関する教育研究を行う。
- 竹田晋也
- 古澤拓郎
- 山崎渉（東南アジア地域研究研究所）
- 小坂康之
- 坂本龍太（東南アジア地域研究研究所）
- 中村亮介

- 地域変動論

東南アジアの内発的発展および変動のエネルギーと方向性に焦点を当てながら、地域発展・地域変動に関する教育研究を行う。
- 玉田芳史
- 速水洋子（東南アジア地域研究研究所）
- 伊藤正子
- 片岡樹
- 岡本正明（東南アジア地域研究研究所）
- 山口元樹

- 総合地域論

多面的な展開を示す生態・社会・文化が相関的に展開する実態に焦点を当て、生態相関・社会相関・地域相関に関する教育研究を行う。
- 小泉順子（東南アジア地域研究研究所）
- 石川登（東南アジア地域研究研究所）
- 三重野文晴（東南アジア地域研究研究所）
- 甲山治（東南アジア地域研究研究所）
- 小林知（東南アジア地域研究研究所）
- 中西嘉宏（東南アジア地域研究研究所）
- 柳澤雅之（東南アジア地域研究研究所）
- 町北朋洋（東南アジア地域研究研究所）

#### アフリカ地域研究専攻
アフリカは、(1)強靱な熱帯生態の下で自生的な歴史を展開してきたが、いまなお経済的な停滞状況にある。また (2)国家や社会の編成・統合の局面においても、国民国家の存在基盤が脆弱であり、民族単位での分立化、分節化の傾向が潜在している。さらに、(3)独立以降の経済発展政策が破綻したアフリカでは、地域の生態史を踏まえ、在地資源の活用と文化的な持続性を基礎とした内発的な発展が大きな課題となっている。このようなアフリカ地域の固有性を踏まえ、3つの研究指導分野を置いている。
- 生業生態論

伝統的な基盤をもつ生業を生態学的に分析し、より広い世界の社会的な枠組みにおける生計戦略や地域経済の特質を再評価した上で、現代アフリカにおける人間と自然の関係のあり方を探究している。
- 伊谷樹一（アフリカ地域研究資料センター）
- 大山修一（アフリカ地域研究資料センター）
- 安岡宏和（アフリカ地域研究資料センター）
- 佐藤宏樹（アフリカ地域研究資料センター）
- 齋藤美保（アフリカ地域研究資料センター）

- 社会共生論

多様な文化的実践を言語的・非言語的アプローチによって把握し、多民族共存や地域文化形成のメカニズムを解析しながら、現代アフリカにおける多元共生的な社会のあり方を探究している。
- 平野（野元）美佐（アフリカ地域研究資料センター）
- 高田明（アフリカ地域研究資料センター）
- 金子守恵（アフリカ地域研究資料センター）
- 近藤有希子（アフリカ地域研究資料センター）

- アフリカ潜在力

アフリカが直面している種々の問題を解決するために創造・運用してきた動的な力を「アフリカ潜在力」として評価し、人類の未来を展望するためのアフリカ発の知の様式と実践的な方策を探究している。
- 高橋基樹（アフリカ地域研究資料センター）
- 山越言（アフリカ地域研究資料センター）
- 原田英典（アフリカ地域研究資料センター）
- 中尾世治（アフリカ地域研究資料センター）

#### グローバル地域研究専攻
アジア・アフリカ地域は、近年の急速なグローバル化の下に大きく変容し、さまざまな課題（環境問題、持続的発展、貧困問題、地域紛争など）を抱えている。本専攻は、このような国際社会のさまざまな課題に関して、それらの研究と解決策に貢献しうる地域研究を目指す。特に、グローバルな展開をしてきた広域的な地域、すなわちイスラーム世界、南アジア・インド洋世界を主な対象とするとともに、それらを越えたアジア、アフリカの地域間比較、超域的な 研究を重視する。このような対象地域と課題を踏まえ、3つの研究指導分野を置く。
- 平和共生・生存基盤論

グローバル化が進展する中で、紛争・戦争の問題や環境への負荷も含め、平和的な共生を実現し、持続的な生存基盤を発展させる可能性について総合的な視点から研究する。
- 中溝和弥
- 長岡慎介
- ローハン・デスーザ (Rohan D’Souza)
- 河野泰之（東南アジア地域研究研究所）

- イスラーム世界論講座

イスラーム世界を構成する一体性と多様性、ならびにイスラーム世界に帰属する諸地域の思想・歴史・現代社会を総合的に研究するとともに、西欧や北米におけるイスラームを含めた複数地域間にわたる諸問題も対象とする。
- 東長靖
- 長岡慎介
- 帯谷知可（東南アジア地域研究研究所）
- 中西竜也（人文科学研究所）

- 南アジア・インド洋世界論講座

南アジア地域固有の諸問題を研究するとともに、南アジアを軸としてインド洋を媒介とする全域あるいは複数地域間にわたる諸問題も対象とする。
- 藤倉達郎
- 中溝和弥
- 池亀彩
- ローハン・デスーザ (Rohan D’Souza)
- 髙道由子

### 研究
グローバルCOEプログラム
- 2007年

学際、複合、新領域
- 「生存基盤持続型の発展を目指す地域研究拠点」（東南アジア研究所と共同）

21世紀COEプログラム
- 2002年

学際、複合、新領域
- 「世界を先導する総合的地域研究拠点の形成（フィールド・ステーションを活用した教育 ・研究体制の推進）」（東南アジア研究センターと共同）

## 同窓会
研究科の修了生、在学生、教職員をもって構成される「京都大学大学院アジア・アフリカ地域研究研究科同窓会」が2007年4月に設立されている。